# Batarà gorjanegre
El batarà gorjanegre (Frederickena viridis) és una espècie d'ocell de la família dels tamnofílids (Thamnophilidae).

## Hàbitat i distribució
Habita la selva pluvial i sabana de les terres baixes fins als 500 m, per l'est dels Andes, al sud de Veneçuela, Guaiana i nord del Brasil, al nord del riu Amazones.